# Лоріс Домініссіні
Лоріс Домініссіні (італ. Loris Dominissini, 19 листопада 1961, Удіне — 4 червня 2021, Сан-Віто-аль-Тальяменто) — італійський футболіст, що грав на позиції півзахисника. По завершенні ігрової кар'єри — тренер.

## Ігрова кар'єра
Народився 19 листопада 1961 року в місті Удіне. Вихованець футбольної школи місцевого «Удінезе». 1980 року почав потрапляти до заявки основної команди клубу, утім у першості Італії дебютував лише наступного року за «Трієстину».
Згодом сезон 1982/83 провів у «Порденоне», після чого повернувся до «Удінезе», де в сезоні 1983/84 провів 17 матчів на рівні Серії A.
По завершенні сезону перейшов до «Мессіни» і надалі грав лише на рівні другого і третього італійських дивізіонів, а також за нижчолігові команди, виступами за одну з яких, «Севельяно», і завершив ігрову кар'єру в 1996 році.

## Кар'єра тренера
Невдовзі після завершивши ігрової кар'єри 1998 року повернувся до «Удінезе», де очолив одну з молодіжних команд.
2000 року став головним тренером команди «Комо». За результатами першого повного сезону повноцінної тренерської кар'єри 2001 року здобув з командою підвищення в класі до Серії B, а наступного року очолювана ним команда перемогла у другому італійському дивізіоні і вийшла до Серії A. Утім на рівні елітного дивізіону справи у новачка пішли значно гірше, і після перших 11 турів сезону 2002/03, в яких «Комо» не здобув жодної перемоги і записав до активу лише чотири нічиї, тренера було звільнено.
На початку сезону 2003/04 тренував друголіговий «Асколі», де керівництво клубу також не було задоволене стартом команди і звільнило Домініссіні вже після 12 стартових турів чемпіонату. А в першій половині 2005 року тренував «Спецію», де протримався не набагато довше — 14 турів.
Попри ці невдачі дати Домініссіні шанс вирішило керівництво його рідного «Удінезе». Його команду, що змагалася в Серії A, спеціаліст очолив у лютому 2006 року і довіри відверто не виправдав — дві нічиї і п'ять поразок у семи іграх усіх турнірів і звільнення з посади вже в березні того ж року.
В подальшому працював у нижчих італійських дивізіонах з «Про Патрією» та «Реджяною», а також в Бельгії з друголіговим «Візе».
Останнім місцем тренерської роботи Домініссіні була «Луміньякко», представник аматорської Еччеленці.
Помер 4 червня 2021 року на 60-му році життя в Сан-Віто-аль-Тальяменто від ускладнень, пов'язаних із COVID-19.

## Титули і досягнення

### Як гравця
- Переможець Серії B (1):

«Реджяна»: 1992/93

### Як тренера
- Переможець Серії B (1):

«Комо»: 2001/02